# Oconee River
Der Oconee River ist ein Quellfluss des Altamaha River, dessen Ursprung im Hall County in Georgia liegt. Er fließt über eine Länge von 274 km zu seinem Zusammenfluss mit dem Ocmulgee River zum Altamaha River bei Lumber City, an der Grenze zwischen Montgomery County, Wheeler County und Jeff Davis County.

## Lauf
Der Oconee River entsteht aus dem Zusammenfluss von North und Middle Oconee River südöstlich der Großstadt Athens, deren Innenstadt genau zwischen den beiden Quellflüssen liegt. Er fließt durch den Oconee National Forest in den Lake Oconee, einen durch Menschenhand entstandenen See bei Madison und Greensboro. Vom Lake Oconee fließt das Gewässer zum Lake Sinclair, einem weiteren künstlichen See bei Milledgeville an der Fall Line. Von dort an verläuft der Fluss ungehindert zu seinem Treffpunkt mit dem Ocmulgee River, mit dem er den Altamaha River bildet. Der Flusslauf ist gesäumt von Sandbänken und Altwassern, das bewaldete Auengebiet dehnt sich kilometerweit aus und verschafft somit dem Fluss seine Abgelegenheit.

## Herkunft des Namens
„Oconee“ bedeutet in der Sprache der Creek „Leute/Siedlung oder Volk“ (O) der „Skunks“ („Conee“). Viele Namen von Gewässern und Gebieten im Südosten der Vereinigten Staaten haben solche mit einem O beginnende Namen, etwa Ocmulgee River oder Ogeechee River.

## Gewässerverunreinigung

### Fäkale Kolibakterien
Der Oberflächenabfluss von den Weiden am Einzugsgebiet des Flusses ist die Hauptquelle für die Verschmutzung mit fäkalen Kolibakterien.

### Düngemittel
Die zweitgrößte Verschmutzungsursache ist der Oberflächenabfluss von Düngemitteln. Diese Verschmutzung wird regelmäßig durch Analyse von Wasserproben ermittelt. Die Düngemittel bewirken das Wachstum von Algen, was zweierlei Folgen hat:
1. Das Wasser wird durch die Algen trüber und die Sonnenstrahlen werden auf dem Weg zum Grund des Flusses schwächer, sodass die natürliche Vegetation dort zerstört wird.
2. Die Algen verrotten nach dem Absterben im Wasser. Dieser Zersetzungsprozess verringert dem Sauerstoffgehalt im Fluss, sodass Fische, insbesondere die größeren Arten absterben. Dadurch entsteht auch Druck auf das übrige Tierleben in der Nahrungskette.

### Sedimentation
Die dritte große Quelle der Verschmutzung ist in der Ablagerung von Sedimenten begründet, üblicherweise durch Bautätigkeit und Verstädterung verursacht. Staub und Schmutz wird mit dem Regenwasser weggewaschen und gelangt in den Fluss. Dies hat dann einen ähnlichen Effekt wie die Algen; Sedimente trüben das Wasser und setzen sich schließlich am Boden ab. Letztlich verringert sich die Wassertiefe, was wiederum Wassertemperatur und Fließgeschwindigkeit verändert und somit Stress auf das Ökosystem ausübt.